# WΔZ – Welche Qualen erträgst du?
WΔZ – Welche Qualen erträgst du? (Originaltitel: WΔZ) ist ein britischer Thriller von Regisseur Tom Shankland aus dem Jahr 2007.

## Handlung
In einem New Yorker Problemviertel tauchen immer wieder paarweise Leichen Ermordeter auf. Diese werden nach dem immer gleichen Muster präsentiert: die eine durch Strom getötet und mit der Price-Gleichung WΔZ gebrandmarkt, die andere, immer eine dem Toten nahestehende Person, gefoltert. Der Macho-Veteran Eddie Argo und seine neue Partnerin Helen nehmen die Spur des Falles auf. Die rätselhafte WΔZ-Gleichung kann entschlüsselt werden, als sie der Laborassistentin Jean auf die Spur kommen: es handelt sich um einen Liebestest. Die Opfer stehen vor einer unmenschlichen Wahl, ihren Liebsten zu töten oder selbst zu sterben.

## Kritik
Der film-dienst bezeichnet den Film als „abstoßende, sehr hart in Szene gesetzte Rache-Geschichte aus dem Umfeld der ‚Torture Porn‘-Welle, mit etlichen Folterszenen bis zum bitteren Ende erzählt“.